# نویبراندنبورگ در آتش
نویبراندنبورگ در آتش که حدود سال ۱۸۳۴ نقاشی شده، اثری است با رنگ روغن روی بوم از کاسپار داوید فریدریش که اکنون در نگارخانهٔ هنر هامبورگ نگهداری می‌شود.
این اثر همچنین با نام‌های طلوع خورشید در نویبراندنبورگ یا غروب خورشید در نویبراندنبورگ نیز شناخته می‌شود. والدین هنرمند هر دو در نویبراندنبورگ به دنیا آمده بودند و او بارها این شهر را نقاشی کرده است — نمونهٔ دیگر آن نقاشی نویبراندنبورگ است.